# Federación Nacional de Sindicatos (China)
La Federación Nacional de Sindicatos de China  (FNS); en chino tradicional, 中華全國總工會; en chino simplificado, 中华全国总工会; pinyin, Zhōnghuá Quánguó Zǒnggōng Huì),  es la única asociación nacional de sindicatos en la República Popular China. Es la organización sindical más grande del mundo, contando con un total - a finales del 2006- de más de 302 millones de miembros repartidos en sobre 1.713.000 sindicatos individuales. La FNS esta a su vez organizada en 31 federaciones provinciales, 10 grandes sindicatos industriales nacionales (cada uno sirviendo trabajadores en diferentes empresas) y dos federaciones sindicales para empleados del Partido Comunista y del Estado

## Historia
La FNS fue fundada, oficialmente, el 1.º de mayo de 1925, en la Segunda Conferencia General de los trabajadores chinos. Sin embargo, fue duramente reprimida a partir de 1927, durante el gobierno del Kuomintang, establecido Chiang Kai-shek. Muchos sindicatos "amarillos" fueron establecidos en este periodo y muchos sindicalistas fueron ejecutados por sus actividades sindicales.
Con el advenimiento de  Mao Tse Tung in 1949, la FNS fue restablecida como la única organización nacional de los trabajadores. La ley Sindical fue una de las primeras en ser establecida (1950) con posterioridad al establecimiento de la República Popular China. Pero durante la Revolución Cultural la FNS fue, de nuevo, disuelta (1966).
Siguiendo la muerte de Mao (1976), la FNS volvió a funcionar, efectuando, en octubre de 1978, su primer congreso general desde 1957. En 2001 la Ley Sindical fue re-adecuada.
A partir de 2008 se ha implementado la legislación que fuerza a todas las empresas -incluyendo las de propietarios extranjeros- a establecer sindicatos pertenecientes a la FNS

## Beneficios sindicales
De acuerdo al sitio web oficial de la FNS, la federación ofrece los siguientes beneficios a sus miembros:
- Un alto estatus político: los sindicatos actúan como puente entre el proletariado y el Partido Comunista.

- Garantías legales que los sindicatos cumplirán sus funciones "protectoras".

- Organización efectiva a todo nivel. Hay una organización coherente desde lo local a lo nacional.

- Altos niveles de asociación. No solo la gran mayoría de los trabajadores pertenece a los sindicatos sino que hay sindicatos en casi todas las empresas.

- Financiamiento adecuado. La ley establece que las empresas contribuyen el 2%  de lo que pagan en sueldos y salarios a fin de financiar el funcionamiento de los sindicatos.

Por último, cabe notar que la FNS ha promovido o ayudado a grupos de trabajadores a organizar sus propias empresas.
También a través de los sindicatos los trabajadores pueden participar tanto en el proceso legislativo como en la administración de sus empresas.
Se debe agregar que en China no hay un sistema estatal de seguridad social, por ejemplo, no hay un sistema estatal y universal de fondos de jubilación o un sistema médico gratuito al que lo necesita cuando lo necesita, como lo hay en países que practican el sistema de estado del bienestar. Esos beneficios se obtienen en China a través de la membresía sindical.  Lo mismo con seguros de desempleo, vacaciones por nacimientos, accidentes industriales, seguro de vida mínimo, etc. (en general, estos seguros siguen el modelo del estado de bienestar: tanto el trabajador como la empresa contribuyen a financiarlo. Los beneficiados (enfermos, desempleados, etc,) los reciben gratuitamente al momento de necesidad.

## Lista de presidentes
| Mandato | Periodo                               | Presidente                                                                                                |
| ------- | ------------------------------------- | --- |
| 1.º     | mayo de 1922 a mayo de 1925           | Deng Zhongxia                                                                                             |
| 2.º     | mayo de 1925 a mayo de 1926           | Lin Weimin (primero desde la constitución oficial de la FNS)                                              |
| 3.º     | mayo de 1926 a junio de 1927          | Su Zhaozheng                                                                                              |
| 4.º     | junio de 1927 a noviembre de 1929     | Su Zhaozheng                                                                                              |
| 5.º     | noviembre de 1929 a agosto de 1948    | Xiang Ying                                                                                                |
| 6.º     | agosto de 1948 a mayo de 1953         | - Liu Shaoqi (honorario) - Chen Yun                                                                       |
| 7.º     | mayo de 1953 a diciembre de 1957      | - Liu Shaoqi (honorario) - Lai Ruoyu                                                                      |
| 8.º     | diciembre de 1957 a diciembre de 1966 | - Lai Ruoyu (diciembre de 1957 a mayo de 1958) - Liu Ningyi (agosto de 1958 a diciembre de 1966)          |
| 9.º     | octubre de 1978 a octubre de 1983     | Ni Zhifu                                                                                                  |
| 10.º    | octubre de 1983 a octubre de 1988     | Ni Zhifu                                                                                                  |
| 11.º    | octubre de 1988 a octubre de 1993     | Ni Zhifu                                                                                                  |
| 12.º    | octubre de 1993 a octubre de 1998     | Wei Jianxing                                                                                              |
| 13.º    | octubre de 1998 a octubre de 2003     | - Wei Jianxing (octubre de 1998 a diciembre de 2002) - Wang Zhaoguo (diciembre de 2002 a octubre de 2003) |
| 14.º    | octubre de 2003 a octubre de 2008     | Wang Zhaoguo                                                                                              |
| 15.º    | octubre de 2008 a octubre de 2013     | - Wang Zhaoguo (octubre de 2008 a marzo de 2013) - Li Jianguo (marzo a octubre de 2013)                   |
| 16.º    | octubre de 2013 a octubre de 2018     | - Li Jianguo (octubre de 2013 a marzo de 2018) - Wang Dongming (marzo a octubre de 2018)                  |
| 17.º    | octubre de 2018-presente              | Wang Dongming                                                                                             |

## Críticas a la FNS
De acuerdo a críticos, la FNS posee "un monopolio" en la organización de sindicatos, estando prohibida por ley la existencia de sindicatos u otras organizaciones similares que podrían competir con ella.
Lo anterior, junto a otros factores, ha llevado a acusaciones que la FNS es controlada por el gobierno y que, como tal, no sirve los intereses de los trabajadores. Así, por ejemplo, el Secretario General de la  Confederación Internacional de Organizaciones Sindicales Libres (CIOSL) afirma  “Los millones de trabajadores y trabajadoras responsables del milagro económico chino carecen incluso del derecho más básico a organizar sindicatos sin interferencia u opresión”,
Similarmente, este alegado control de los trabajadores y sus organizaciones por el estado chino ha conducido a la sugerencia que grandes  empresas internacionales y otras utilizan ese país a fin de socavar los derechos sindicales y sociales en otros países (ver Dumping social y Deslocalización)

## Relaciones internacionales
La FNS es miembro de la Federación Sindical Mundial.
Sin embargo, la CIOSL mantiene una posición que la FNS no es una organización libre e independiente de los trabajadores, a pesar de lo cual declara públicamente  "5: Que hay diferencias entre las visiones de los afiliados de CIOSL acerca de las relaciones con la FNS. Esas van desde el "no contacto" al "diálogo constructivo". La CIOSL, tomando en cuenta que la FNS no es una organización sindical independiente,  y que, por lo tanto, no se puede considerar como la voz auténtica de los trabajadores chinos, reafirma su petición a todos sus afiliados y uniones o federaciones Globales que tengan contacto con las autoridades chinas, incluyendo la FNS, a envolverse en un diálogo crítico con ellas. Esto incluye hacer presente la preocupación por las violaciones de derechos fundamentales tanto de los trabajadores como sindicales en todas esas reuniones o diálogos, especialmente los casos de arrestos de activistas de los derechos sindicales o de los trabajadores.
La FNS y el gobierno de la República Popular China son también parte de la OIT.